# Den tunna röda linjen
För andra betydelser, se Den tunna röda linjen (olika betydelser).
Den tunna röda linjen (originaltitel: The Thin Red Line) är en amerikansk krigsfilm från 1998 i regi av Terrence Malick, som även skrivit filmens manus som är baserat på en roman av James Jones från 1962, Den tunna röda linjen.

## Handling
Filmen handlar om Guadalcanalkampanjen under Stillahavskriget, under andra världskriget.  

### Tagline
- Every man fights his own war

## Rollista (i urval)
- Sean Penn – First Sergeant Edward Welsh
- Nick Nolte – Lieutenant Colonel Gordon Tall
- Adrien Brody – korpral Fife
- James Caviezel – menige Witt
- Ben Chaplin – menige Jack Bell
- George Clooney – kapten Charles Bosche
- John Cusack – kapten John Gaff
- Woody Harrelson – sergeant Keck
- Elias Koteas – kapten James 'Bugger' Staros
- Jared Leto – Second Lieutenant Whyte
- Dash Mihok – menige First Class Doll
- Tim Blake Nelson – menige Tills
- John Travolta – Brig. Gen. Quintard
- Mickey Rourke – soldat
- Miranda Otto – Marty Bell
- John C. Reilly – sergeant Storm
- Nick Stahl – menige 1cl Beade